# Sh2-40
Sh2-40 (nota anche come RCW 155) è una nebulosa a emissione visibile nella costellazione del Sagittario.
Si individua nella parte nordoccidentale della costellazione, lungo il piano della Via Lattea sul bordo della celebre Nube stellare del Sagittario (M24); si estende per circa 15 minuti d'arco in direzione di un ricco campo stellare parzialmente oscurato da dense nubi di polveri. Il periodo più indicato per la sua osservazione nel cielo serale ricade fra giugno e novembre; trovandosi a declinazioni moderatamente australi, la sua osservazione è facilitata dall'emisfero australe.
Si tratta di una regione H II situata sul Braccio del Sagittario, alla distanza di circa 2400 parsec (circa 7800 anni luce) dal sistema solare; secondo il catalogo Avedisova, la responsabile della sua ionizzazione sarebbe LSS 4756, una stella di classe spettrale B la cui maggiore distanza implicherebbe però che la nube stessa si trovi a non meno di 3200±740 parsec dal Sole. In direzione di questa nebulosa si trova la potente sorgente di onde radio W33, la quale però si trova a una distanza di 4000 parsec; ciò indica che si tratta di due oggetti distinti visibili lungo la stessa linea di vista.
Sh2-40 ospita fenomeni di formazione stellare attivi, come è testimoniato dalla presenza di alcune sorgenti di radiazione infrarossa osservate dall'IRAS, fra le quali spicca IRAS 18079-1756, coincidente con un oggetto stellare giovane; altre sorgenti, come IRS1 e IRS2, coincidono con delle nubi molto compatte. La nube ospita anche due maser con emissioni H2O e uno con emissioni OH. La sorgente IRAS 18089-1732, coincidente con una massiccia protostella, non farebbe invece fisicamente parte della nebulosa, sebbene sia osservabile nella sua stessa direzione; questa sorgente si trova infatti alla distanza di circa 3600 parsec.
Se la stima di 2400 parsec è corretta, Sh2-40 sarebbe fisicamente legata all'associazione OB Sagittarius OB4, assieme alle vicine nubi Sh2-38, Sh2-41 e Sh2-42.